# Jöns Engström
Jöns "John" Mårtensson Engström, född 29 april 1849 i Järrestads socken, död 21 juni 1889 i Stockholm, var en svensk tunnbindare, fackföreningsman och tidningsman.
Jöns Engström var son till lantbrukaren Mårten Jeppsson. Han arbetade som ung som vallpojke och dräng i hemtrakterna innan han kom i tunnbindarlära och 1865-1870 var tunnbindarlärling och gesäll i Simrishamn. Han arbetade därefter som tunnbindare i Stockholm, Norrköping, Malmö och Helsingborg och slutligen på Lidingö fram till 1877, då han återvände till Stockholm. Där var han 1884 med om att bilda Kungsholms arbetarförening och anslöt sig 1885 till den socialdemokratiska rörelsen. Engström blev 1885 ordförande i Stockholms tunnbindarefackförening. Han lämnade 1886 arbetet som tunnbindare för att i stället bli redaktör för Nya samhället, en post han dock endast innehade ett par månader. Åren 1886-1889 var han ordförande i Fackföreningarnas centralkommitté i Stockholm och under samma tid expeditör för Social-Demokraten. Engström blev 1889 förtroendeman för Sveriges Socialdemokratiska Arbetarparti. Gift med Elin Engström.
Dottern Freja var gift med poeten Leon Larsson och fick bl.a. dottern Brita Iselin Engström 1909-09-02, som blev gift med diplomaten Eric Lindqvist. Dessa blev föräldrar till författaren Herman Lindqvist.

## Fotnoter
1. 1 2  Jöns (John) Mårtensson Engström, Svenskt biografiskt lexikon, Svenskt Biografiskt Lexikon-ID: 16178, läs online.[källa från Wikidata]